# William Devereux Byron
William Devereux Byron (15 maja 1895 w Danville, Wirginia, zm. 27 lutego 1941 w Jonesboro, Georgia) – amerykański polityk z Maryland związany z Partią Demokratyczną. Od 1939 roku do śmierci 27 lutego 1941 roku był przedstawicielem szóstego okręgu wyborczego w stanie Maryland w Izbie Reprezentantów Stanów Zjednoczonych. Zginął w wypadku lotniczym, gdy samolot, którym podróżował rozbił się w pobliżu Atlanty w stanie Georgia. Po śmierci, w Izbie Reprezentantów Stanów Zjednoczonych zastąpiła go wdowa po nim, Katharine Edgar Byron.
William Devereux Byron pochodzi z rodziny o tradycjach politycznych. Jego żona Katharine Edgar Byron oraz syn Goodloe Edgar Byron byli również przedstawicielami szóstego okręgu wyborczego w Maryland w Izbie Reprezentantów Stanów Zjednoczonych.